# Fritz Fend (Fußballspieler)
Fritz Fend (* 14. Oktober 1915 in Frankfurt am Main; † 16. Dezember 1944 in Kiew, Ukrainische SSR, Sowjetunion) war ein deutscher Fußballspieler.

## Karriere
Fend gehörte dem FSV Frankfurt als Mittelfeldspieler an, für den er von 1938 bis 1940 in der Gauliga Südwest, in einer von zunächst 16, später auf 23 aufgestockten Gauligen zur Zeit des Nationalsozialismus als einheitlich höchste Spielklasse im Deutschen Reich, Punktspiele bestritt. Seine erste Saison schloss er mit der Mannschaft als Zweitplatzierter mit drei Punkten Abstand zum Gaumeister Wormatia Worms ab. Die am 27. August 1939 mit dem ersten Spieltag begonnene Folgesaison wurde mit Beginn des Zweiten Weltkriegs nach dem ersten Spieltag unterbrochen und später in zwei Staffeln zu je sieben Mannschaften neu angesetzt. Am Saisonende schloss der FSV Frankfurt die Staffel Mainhessen als Drittplatzierter ab.
Während seiner Vereinszugehörigkeit nahm Fend am Wettbewerb um den Tschammerpokal, dem seit 1935 eingeführten Pokalwettbewerb für Vereinsmannschaften, teil. Sein Debüt gab er am 28. August 1938 beim 3:0-Erstrundensieg gegen den CSC 03 Kassel. In der 2. Runde wurde am 11. September auf eigenem Platz der BC Hartha mit 3:1 bezwungen. Sein erstes Tor erzielte er am 9. Oktober beim 3:1-Sieg über Fortuna Düsseldorf mit dem Führungstreffer zum 2:1 in der 81. Minute. Über das in Ausscheidungsrunden unterteilte Viertelfinale, gelangte der FSV Frankfurt ins Halbfinale. Die Begegnung am 11. Dezember mit dem Wiener Sport-Club – hervorgegangen aus der Ausscheidungsrunde Ostmark infolge des Anschlusses Österreichs – im Stadion am Bornheimer Hang wurde dank seines in der 87. Minute verwandelten Elfmeters zum 3:2 gewonnen.
Das erst am 8. Januar 1939 im Berliner Olympiastadion ausgetragene Finale gegen den SK Rapid Wien ging mit 1:3 verloren; Fend war zu diesem Zeitpunkt 22 Jahre alt und Soldat. Trotz der in der 17. Minute durch Franz Dosedzal erzielten Frankfurter Führung, ging das Spiel in der berühmten Rapid-Viertelstunde innerhalb von zehn Minuten durch Tore von Georg Schors (80.), Johann Hofstätter (85.) und Franz Binder (90.) verloren.
Fend starb am 16. Dezember 1944 in einem sowjetischen Kriegsgefangenenlager in Kiew.

## Erfolge
- Tschammerpokal-Finalist 1938